# Marcos Reyes
Marcos Reyes fue un ministro a cargo que ocupó por 21 días el puesto de 35.° gobernador del antiguo Territorio Nacional de Misiones del 3 de febrero al 24 de febrero de 1955.
Ya que los gobernadores eran designados por decreto presidencial, en muchos casos las designaciones se hacían fuera de término, por lo que la fecha de fin de mandato de un gobernador no combinaba con la del comienzo del sucesor. Para cubrir este intervalo se designaba interinamente a algún funcionario de la Casa de Gobierno.